# France au Concours Eurovision de la chanson 2007
La France a participé au Concours Eurovision de la chanson 2007 à Helsinki, en Finlande. La chanson française a été choisie lors d'une finale nationale organisée par France Télévisions. Il s'agit de la 50e fois que la France participe au Concours Eurovision de la chanson.

## Processus de sélection
Dix chansons choisies par des professionnels sont en compétition lors de la finale diffusée en première partie de soirée le 6 mars 2007. L'émission intitulée Eurovision 2007 : Et si on gagnait ? est présentée par les animateurs de France 2 et France 3, Tex et Julien Lepers, dans les studios de La Plaine-Saint Denis.
Les dix clips présentant un extrait des chansons et leurs interprètes respectifs ont été tournés en studio. Chaque clip a bénéficié d'une équipe de réalisation ainsi que d'une ambiance spéciale pour « coller » à la tonalité musicale de chaque chanson.
Les clips ont été diffusés à partir du 10 février 2007 sur les chaînes du Groupe France Télévisions (France 2, France 3, France 4, France 5 et France Ô), et les téléspectateurs ont été appelés à établir un pronostic en votant pour le candidat ayant, selon eux, le plus de chance de représenter la France.
Un site web accessible depuis le site de France 3 a été mis en ligne avec les chansons et les biographies des candidats, et pour la première fois dans l'histoire des sélections françaises, une compilation CD sera éditée.
Bruno Berberes, le chef de la délégation française, manager artistique et directeur de casting (notamment Les Dix Commandements, Le Roi Soleil) a été chargé du processus de sélection (écoute des chansons et propositions aux chaînes du Groupe). Pendant les votes et d'après le site de France Télévisions, les Fatals Picards et les Wampas sont les favoris (ce sont les seuls à obtenir une note de 4/5).

### Sélection française
Les cinq chaînes publiques françaises participantes (France 2, France 3, France 4, France 5, RFO) ont sélectionné dix chansons parmi mille. C'est le plus grand nombre après la Suède.
Chaque chaîne s'est réservé un style de musique et propose chacune deux artistes (solo, duo ou groupe)
- Variété pour France 2
- Nouvelle scène française pour  France 3
- Rock & rap pour France 4
- Pop pour France 5
- Musiques du monde pour RFO (sélection sur France Ô du 21 octobre au 16 décembre 2006)

#### Premier tour
| #  | Radiodiffuseur | Interprète(s)                     | Chanson                | Place |
| -- | -------------- | --------------------------------- | ---------------------- | ----- |
| 1  | France 3       | Les Vedettes                      | Vive Papa              | 6     |
| 2  | France 4       | Ministère des affaires populaires | Grain d'sel            | 6     |
| 3  | France 5       | Jennifer Chevallier               | Mon étoile             | 3     |
| 4  | France 3       | Les Fatals Picards                | L'Amour à la française | 1     |
| 5  | RFO            | Medi-T                            | On and on              | 2     |
| 6  | France 2       | BZR & Cheb Hamid                  | Galbi                  | 6     |
| 7  | RFO            | Valérie Louri                     | Besoin d'ailleurs      | 5     |
| 8  | France 4       | Les Wampas                        | Faut voter pour nous   | 6     |
| 9  | France 5       | Charlotte Becquin                 | Je veux tout           | 10    |
| 10 | France 2       | Estelle Lemée                     | Comme un rêve          | 4     |

#### Finale
La finale oppose le groupe Les Fatals Picards avec la chanson L'Amour à la française au duo Medi-T (formé par Medi Sadoun et Thierry Nogret) avec le titre On and on.
À la suite du vote cumulé des téléspectateurs (appels téléphoniques) et d'un jury d'experts, Les Fatals Picards sont choisis pour être les représentants de la France au Concours Eurovision de la chanson 2007.

### Audiences
L'émission rassemble 2,02 millions de téléspectateurs, soit 8,7% de part d’audience auprès de l’ensemble du public, derrière France 2 avec 31,6%, TF1 avec 30,1% et M6 avec 19,9%.

## À l'Eurovision
La France vote lors de la demi-finale et participe à la finale le 12 mai 2007. La France n'est pas soumise à la demi-finale puisqu'elle fait partie des quatre principaux donateurs de l'Union européenne de radio-télévision.
Le samedi 12 mai 2007, lors de la soirée de la finale du 52e Concours Eurovision de la chanson, se déroulant à Helsinki, la chanson L'Amour à la française passe en 13e position après la Suède et avant la Lettonie.
Au terme du vote finale, la chanson des Fatals Picards termine 22e ex æquo avec la chanson Flying the Flag (For You) du groupe Scooch pour le Royaume-Uni sur 24 pays, loin derrière les 268 points obtenus par la gagnante Marija Serifovic pour la Serbie et le titre Molitva.

### Points attribués à la France

#### Finale
| 12 points | 10 points | 8 points   | 7 points            | 6 points |
| --------- | --------- | ---------- | ------------------- | -------- |
|           |           | - Andorre  |                     |          |
| 5 points  | 4 points  | 3 points   | 2 points            | 1 point  |
|           | - Albanie | - Lituanie | - Arménie - Estonie |          |

### Points attribués par la France
| 12 points | Turquie  |
| 10 points | Portugal |
| 8 points  | Bulgarie |
| 7 points  | Serbie   |
| 6 points  | Israël   |
| 5 points  | Chypre   |
| 4 points  | Géorgie  |
| 3 points  | Pologne  |
| 2 points  | Hongrie  |
| 1 point   | Slovénie |

| 12 points | Turquie            |
| 10 points | Arménie            |
| 8 points  | Serbie             |
| 7 points  | Roumanie           |
| 6 points  | Espagne            |
| 5 points  | Bulgarie           |
| 4 points  | Ukraine            |
| 3 points  | Grèce              |
| 2 points  | Russie             |
| 1 point   | Bosnie-Herzégovine |